# Netmonitor
Netmonitor – nieoficjalna część firmware'u niektórych telefonów komórkowych pozwalająca na sprawdzenie szczegółowych parametrów dotyczących sieci. Utworzono go, aby np. pracownicy sieci GSM mogli sprawdzić poprawne działanie infrastruktury sieci. Aktywuje się go przez kabel przy pomocy odpowiedniego oprogramowania. Powstała również aplikacja działająca na systemie Android.